# Дунай (Млавський повіт)
Дунай (пол. Dunaj) — село в Польщі, у гміні Ступськ Млавського повіту Мазовецького воєводства. Населення — 308 осіб (2011).
У 1975-1998 роках село належало до Цехановського воєводства.

## Демографія
Демографічна структура станом на 31 березня 2011 року:
|          | Загалом | Допрацездатний вік | Працездатний вік | Постпрацездатний вік |
| -------- | ------- | ------------------ | ---------------- | -------------------- |
| Чоловіки | 159     | 34                 | 104              | 21                   |
| Жінки    | 149     | 36                 | 76               | 37                   |
| Разом    | 308     | 70                 | 180              | 58                   |